# Primeira Guerra da Chechênia
A Primeira Guerra da Chechênia foi um conflito bélico na República da Chechênia, ocorrido entre 1994 a 1996 e que resultou na independência "de fato", não "de jure", deste território sob controle da Rússia, que adotou o nome de República Chechena da Ichkeria.
O conflito começou quando as forças russas tentaram recuperar o controle da secessionista república chechena. Depois de uma campanha inicial entre 1994 e 1995, culminando na destruição da capital Grozny e, apesar da superioridade bélica, as forças russas foram incapazes de estabelecer um controle efetivo das áreas montanhosas chechenas — especialmente por conta dos frequentes ataques dos guerrilheiros chechenos.
Isso resultou na desmoralização do Exército Russo, além de uma forte oposição da opinião pública russa contra o conflito brutal. Como consequência, o governo de Boris Yeltsin declarou um cessar-fogo unilateral em 1996, retirando as tropas russas do território checheno, e assinou um tratado de paz no ano seguinte.
As estimativas mais conservadoras dão conta da morte de mais de 35 000 civis chechenos — além dos 7500 militares russos e dos 4000 mil combatentes chechenos mortos. Outros números apontam entre 80 000 e 100 000 civis assassinados. Mais de 500 000 pessoas deixaram suas casas durante o conflito, que deixavam cidades e vilarejos em ruínas por toda Chechênia.

## Origens do conflito

### O nacionalismo checheno em um contexto histórico
A história do povo checheno é marcada pela luta contra o Império Otomano e, a partir do século XVIII, contra a Rússia czarista. Os cossacos e russos se estabeleceram na Chechênia há mais de dezesseis séculos.
O difícil acesso ao Cáucaso facilitou o surgimento de povos isolados na região, que geralmente viviam em pequenos povoados e em conflito entre si. Eram povos que por muitos séculos praticaram crenças pagãs, até que no século XVIII se converteram ao islamismo (exceção feita aos georgianos e aos armênios). A primeira invasão ao centro de Chechênia ocorreu durante o governo do czar Pedro, o Grande (1682 a 1725), no início do século XVIII. No reinado de Catarina, a Grande (1762-1796), foram estabelecidas colônias russas ao norte de Grozny.
O Sheik Mansour, um ex-padre jesuíta italiano convertido ao islamismo, chefiou as primeiras reações contra a presença russa na região. A primeira guerra contra os russos ocorreu entre 1834 e 1859 e foi liderada por Avar Iman Shamil — que se tornou o maior herói do povo checheno. Depois de uma sangrentas batalhas, a Rússia finalmente incorporou o Cáucaso ao Império Czarista 1859.
Em 1936, o governo de Josef Stálin criou a República Autónoma Socialista Soviética da Checheno-Inguchétia dentro da Rússia Soviética. Em 1943, tropas alemãs chegaram próximos da capital Grozny. Apesar de mais de 40 mil chechenos combaterem os nazistas pelo Exército Vermelho, o governo soviético deportou para a Sibéria e a Ásia Central dezenas de milhares de chechenos, inguchétios e outros habitantes do norte do Cáucaso, sob a acusação de terem colaborado com os invasores. 

### Insurreição chechena e limpeza étnica pós-Segunda Guerra Mundial (1940–90)
Sob as ordens do chefe da Comissariado do Povo de Assuntos Internos (NKVD), Lavrentiy Beria, mais de 500 mil chechenos, inguches e vários outros povos do norte do Cáucaso foram submetidos a limpeza étnica e deportados para a Sibéria e a Ásia Central. O pretexto oficial foi a punição pela colaboração com as forças invasoras alemãs durante a insurgência na Chechênia (1940–44), apesar do fato de que muitos chechenos e inguches eram leais ao governo soviético e lutaram contra os nazistas e até receberam as mais altas condecorações militares da União Soviética. Em março de 1944, as autoridades soviéticas aboliram a República Checheno-Inguche. Eventualmente, o primeiro secretário soviético Nikita Khrushchev concedeu aos povos Vainakh permissão para retornar à sua terra natal e restaurou sua república em 1957.

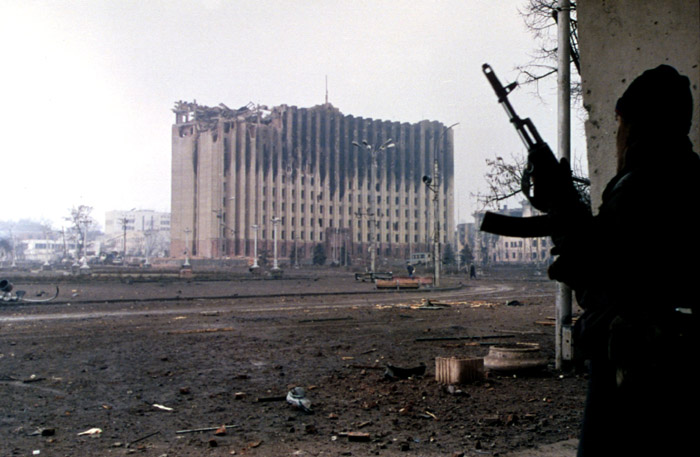
Um guerrilheiro checheno próximo do Palácio Presidencial em Grozny, janeiro de 1995. Foto de Mijail Evstafiev.

### O colapso da URSS e o tratado da Federação Russa
Em 1991, de forma repentina e inesperada, a União Soviética desapareceu e a Rússia voltou a ser um estado independente. Apesar da aceitação internacional como sucessora natural da URSS, a Rússia perdeu muito do seu poderio interno e externo. Tendo presente a desintegração de vários países por via de conflitos étnicos ou religiosos em diversos lugares que antes se encontravam sob a esfera soviética (como o caso de Nagorno-Karabakh), as elites da nova Rússia temiam a sucessão de processos separatista dentro de seus domínios, apesar dos territórios serem ocupados por mais de 80% de russos.
Durante o regime soviético, mais de 100 nacionalidades foram reconhecidas pelo Estado, como distritos ou repúblicas autônomas dentro de um sistema federalista, respondendo a uma divisão étnica. Por sua parte, outras comunidades não tiveram direito a este reconhecimento. Na maioria desses enclaves, os russos constituíam minoria étnicos dentro da população, apesar de usufruírem de uma desproporcionada representação nos governos locais — já que os russos e membros de outras nacionalidades participavam pouco da administração local.
Essa questão levantou debates em torno da autonomia ou independência destas regiões em relação ao governo central em Moscou, principalmente no início da década de 1990. Na maior parte dos casos, essas demandas foram resolvidas através da concessão da autonomia regional e de privilégios tributários. O Tratado da Federação Russa, firmado em março de 1992 por Boris Yeltsin e pela maioria dos líderes das repúblicas autônomas e dos governos étnicos, consistia em três documentos que regulavam os poderes reservados ao governo central, as relações entre este e os organismos administrativos federais e os poderes residuais em poder dos organismos particulares ou locais. Entretanto, Chechênia e Tartaristão, ambas regiões ricas em petróleo, recusaram-se a firmar o tratado.

### Declaração de independência chechena
Em 6 de setembro de 1991, militantes liderados pelo general da Força Aérea soviética Dzhokhar Dudayev invadiram uma sessão do Soviete Supremo Checheno-Inguchétio com o objetivo de declarar a independência. Eles mataram o chefe do Partido Comunista da União Soviética em Grozny ao atirá-lo pela janela, trataram brutalmente vários outros membros do partido e dissolveram o governo autônomo da região.
Essa medida garantiu apoio popular para Dudayev, que seria eleito presidente meses depois. Em novembro daquele ano, o presidente Yeltsin ordenou o envio de tropas para Grozny, mas as forças de Dudayev frustraram-nas e forçaram-nas a se retirar da região. Logo a seguir, foi declarada a independência em relação à União Soviética. Em junho de 1992, a República Autônoma da Chechénia-Inguchétia dividiu-se em duas. Enquanto a República da Inguchétia integrou-se a Rússia, a Chechênia declarou-se independente em 1993, como o nome de República Chechena da Ichkeria.

### Fracassos nas negociações

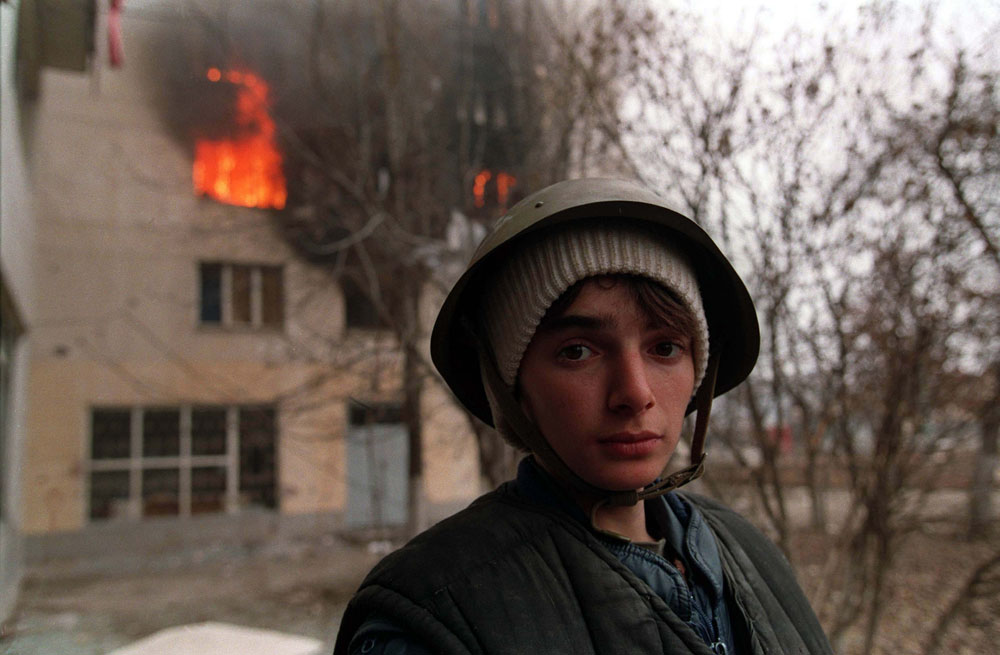
Jovem soldado checheno com uma casa queimando ao fundo.

Em 1994, o governo autônomo do Tartaristão chegou a um acordo com Moscou, que garantia uma autonomia aos tártaros, um povo de origem muçulmana que foi conquistado pelos russos em meados do século XVI. Mas o presidente Yeltsin evitou levar a cabo negociações sérias com o governo checheno. Com isso, as relações se deterioraram ao ponto de gerar um conflito generalizado em 1994. Em 1996, a Chechênia seguia sendo a principal questão separatista para a Federação Russa.